# Keith-Lee Castle
Keith-Lee Castle, brittisk skådespelare. Han har spelat Greve Dracula i Young Dracula som man kunnat se på Sveriges Television.

## Filmer
- Young Dracula (2008) TV Series .... Count Dracula
- Vampire Diary (2007) (V) .... Eddie Strode
- Young Dracula (2006) TV Series .... Count Dracula
- Doctors .... Marcus Strang /Wayne Thomas ... (2 episodes, 2000 - 2006)
- The Bill .... Chris Hammond (2 episodes, 2006)
- Holby City .... Phil (1 episode, 2004)
- Casualty .... Leaky / ... (2 episodes, 2004)
- Seed of Chucky (2004) .... Psychs
- Lexx .... Renfield (1 episode, 2001)
- In Deep .... Andy Lester (1 episode, 2001)
- Beech Is Back (2001) (mini) TV Series
- Urban Gothic" .... Rex (1 episode, 2000)
- Dangerfield .... Andy Lane (1 episode, 1998)
- Velvet Goldmine (1998) .... Harley (The Venus in Furs)
- The Wind in the Willows (1996) .... Clarence Weasel
- Jack and Jeremy's Real Lives (1 episode, 1996)
- This Life .... Truelove (4 episodes, 1996)